# Magyar Krisztina
Magyar Krisztina (Budapest, 1990. július 21. –) magyar színésznő, musicalénekes.

## Életpályája
2013-ban végzett a Madách Musical Tánc- és Zeneművészeti Iskola színész szakán, Bencze Ilona osztályában. Később az ELTE BTK romanisztika, francia szakán diplomázot. Párizsban is tanult ösztöndíjjal. Rendszeresen szerepel a Madách Színház előadásaiban.

## Színházi szerepei

### Madách Színház
- Rice-Webber: Jézus Krisztus Szupersztár – Démonok

- T. S. Eliot – A. L. Webber: Macskák – Bombalurina / Gimb-Gömb

- Disney-Cameron Mackintosh: Mary Poppins – Katie dada / Baba

- Andersson-Ulvaeus-Anderson-Johnson-Craymer: Mamma Mia! – Ali

- Toby Marlow & Lucy Moss: SIX – Cover[4]

- Vizy-Tóth: Én, József Attila (Attila szerelmei) – Dániel Anna, Titkárnő
- Webber – Fellowes – Slater: Rocksuli – Miss Sheinkopf / Miss Hathaway